# Miroslav Mráz
Miroslav Mráz, známější pod pseudonymem Xaver (14. listopadu 1925 Písek – ? Tel Aviv) byl český spisovatel a rozhlasová osobnost komunistického režimu.

## Život
O jeho životě lze zjistit jen málo přesných zpráv. Mráz ve svých četných životopisech často mystifikoval a proto je k dispozici jen malé množství použitelných informací. Po druhé světové válce se údajně objevil v hereckém prostředí (Realistické divadlo), byl pokládán za poměrně talentovaného, postupem času vstoupil do služeb StB a především z tohoto důvodu se v roce 1953 dostal k rozhlasu, kde fungoval nejen jako redaktor, ale i jako její agent, nasazený na rozhlasové pracovníky. Poté, co byl jeho pořad zrušen, teatrálně vystoupil z komunistické strany, přihlásil se k judaismu a s povolením československých úřadů emigroval do Izraele, kde také zemřel. Přesné datum se ale zatím nepodařilo zjistit.
V Československém rozhlase se zapsal koncem padesátých let zpočátku pozitivně; jeho spolupráce s režisérem Jiřím Horčičkou přinesla pozoruhodně ostré pohledy do soudobé společnosti; ať už šlo o „motofejeton o kořenech dětské kriminality“ Život se neskládá ze zlomků bezúčelných a nesouvislých (1957) nebo „reportážní příběh o rodičích, kteří ztrácejí své děti a o dětech, které hledají své rodiče“ Kde jste byli tak dlouho?! (1958). Ožehavé téma prostituce v socialistickém státě využil v publicistické hře („dokudramatu“) Byla krásná – byla ošklivá (1965). V rozhlase pracoval také jako režisér a herec v rozhlasových hrách.
Nejvýznamnější a veřejnosti dosud nejznámější část jeho díla tvoří kratičké, asi minutové, silně prokomunistické rozhlasové fejetony, které rozhlas vysílal každodenně v letech 1969–1970, které byly ohlašovány jménem Xaver. Jejich charakter odpovídal spíše stalinistickému období než sedmdesátým letům, kdy již takto tupé, bezohledné útoky vůči emigraci a západnímu světu působily spíše směšně. Do povědomí veřejnosti přešly jako mem, nápisy „Servít je vůl“ nahradily na některých místech nápisy typu „Servíte promiň, vůl je Xaver“. Komunistické vedení rozhlasu si uvědomilo, že jeho agitační pořady na veřejnost působí spíše směšně a proto pořad nejen stáhlo z vysílání, ale i fyzicky zničilo většinu nahrávek. Z asi čtyř set pořadů se díky nahrávkám posluchačů dochovaly jen čtyři.
Za svého života publikoval jen jediný román, poloautobiografickou dělnickou baladu Jen hrobař zaplakal (1974 a znovu 2001). Tento román se setkal s relativním úspěchem, byl dokonce přeložen do maďarštiny (Csak a sírásó könnyezte meg). Údajně měl také v rukopise několik dalších rozhlasových i prozaických textů, ty ale nikdy nepublikoval. Tvořil také dramatická pásma pro vojenské umělecké soubory a socialisticko-realistické divadelní hry (hrála se jediná: Myši a hvězdy).
Jeho bizarní život se pokusil v roce 2003 zmapoval rozhlasový dokumentarista Zdeněk Bouček v dokumentu Xaver. Ten se stal později základním informačním zdrojem sedmidílné a úspěšné rozhlasové hry Xaver Jana Vedrala, uvedené v roce 2009. Mrázův životní příběh je zde traktován parodizovanými literárními postupy mysteriózního thrilleru ve stylu Dana Browna. Xavera v této hře ztvárnil herec Tomáš Töpfer, který za svůj výkon získal první místo v anketě Neviditelný herec.